# Jacques Rosselli
Pour les articles homonymes, voir Rosselli.
Jacques Rosselli, né le 15 novembre 1907 dans le 16e arrondissement de Paris où il est mort le 4 février 1974, est un homme politique français.

## Biographie
En 1968, il est le suppléant de Léon Motais de Narbonne.
Le 8 avril 1971, la distinction de conseiller de la reine lui est conférée.
Il meurt le 4 février 1974.